# Iholdi
Iholdi  (en francès i oficialment Iholdy), és un municipi de la Nafarroa Beherea (Baixa Navarra), un dels set territoris que formen Euskal Herria, al departament dels Pirineus Atlàntics i a la regió de la Nova Aquitània. Limita amb les comunes d'Armendaritze al nord-est, Heleta al nord-oest, Irisarri a l'oest, Landibarre al sud-est i Suhuskune al sud.

## Demografia
| 1896 | 1901 | 1936 | 1954 | 1962 | 1968 | 1975 | 1982 | 1990 | 1999 |
| --- | ---- | ---- | ---- | ---- | ---- | ---- | ---- | ---- | ---- |
| 820 | 806  | 702  | 591  | 554  | 522  | 525  | 505  | 527  | 412  |
| A partir de 1962, el cens té en compte la població resident definida com a "Population sans doubles comptes" per l'INSEE |      |      |      |      |      |      |      |      |      |

## Patrimoni religiós
|  |  |  |